# Кенџи Урада
Кенџи Урада (око 1944 — 1981) је једна од првих особа коју је убио робот.
Урада је био 37-годишњи инжењер одржавања у једној Кавасакијевој фабрици. Док је радио на поквареном роботу, случајно га је укључио, после чега га је робот гурнуо у млин. Као последица његове смрти, у фабричке роботе се уграђују механизми за спречавање оваквих несрећа.
За Ураду се често наводи да је прва особа коју је убио робот. Међутим, Роберта Вилијамса је робот убио 1979, две године раније.

## У популарној култури
Рок бенд из Бруклина у Њујорку носи име по Кенџију Уради.